# The Valley of Decision
The Valley of Decision is een Amerikaanse dramafilm uit 1945 onder regie van Tay Garnett. Destijds werd de film in Nederland uitgebracht onder de titel Het dal der beslissing.

## Verhaal
Pat Rafferty is een oude man die na een incident in een staalfabriek voor de rest van zijn leven in een rolstoel zal moeten zitten. Hij kan dit moeilijk accepteren en geeft de schuld aan de eigenaars, de familie Scott. Er komen nog meer tegenslagen als zijn dochter Mary aankondigt een dienstmeid te worden. Zijn andere dochter en Mary's oudere zus Katie wist haar vader al te kwetsen toen ook zij aankondigde dienstmeid te worden.
Maar Mary weet haar vader nog meer op de stang te jagen als ze onthult te werken voor de familie Scott. Ze moet voor haar baan bij hen intrekken en gaat op dat moment pas haar huis uit. Hierbij laat ze zowel haar vader als haar kinderachtige zoon achter. Pat probeert haar nog tegen te houden door haar partner Jim Brennan te vragen wat hij van haar acties vindt, maar ook Jim blijkt voor de familie te werken.
Als Mary bij de familie intrekt, vertelt Delia onmiddellijk dat ze zich niets moet aantrekken van de jonge leden van het gezin, de rebelse Constance en Ted. Terwijl ze op zoek is naar mevrouw Scott, wordt ze hartelijk ontvangen door Paul, de zoon van mevrouw Scott. Later ontmoet ze ook mijnheer Scott en ontdekt ze dat hij niet "de duivel" is, zoals haar vader hem had omschreven. Hij geeft haar zelfs toestemming Constance te disciplineren wanneer dit nodig is.
Mary groeit uit tot een geliefde werkneemster en wordt uitgenodigd om mee te gaan naar Boston, waar William Scott zal trouwen met Julia Gaylord. Na het huwelijk keert de familie weer terug en ontmoet Mary graaf Giles. Deze blijkt er stiekem een relatie met Constance op na te houden.
Mary neemt op een dag Jim en Paul mee naar het huis van de familie Rafferty. Pat is razend als hij hier een lid van de familie Scott aantreft. Mary vertrekt al snel met Paul en onderweg naar de familie Scott beleven ze intieme momenten. Terug thuis wordt Paul echter opgewacht door zijn argwanende vriendin Louise Kane. Paul is verliefd geworden op Mary en doet een huwelijksaanzoek. Mary herinnert hem aan de verschillen in klassen en weigert zijn aanbod.
Die avond komt Constance terug na bij vrienden langs geweest te zijn. Ze blijkt echter stiekem getrouwd te zijn met Giles. Mijnheer Scott is hier niet blij mee, maar ontvangt Giles met open armen in de familie. Mary moet meegaan als ze op hun huwelijksreis naar Engeland gaan. Jim vraagt haar nog te blijven, maar Mary geeft toe dat ze heeft ingestemd mee te gaan door de verboden liefde met Paul. Mary brengt uiteindelijk twee jaar in Engeland door en beantwoordt geen van Pauls brieven.
Mijnheer Scott is er inmiddels achter gekomen dat Paul ooit een affaire had met Mary en vraagt haar om zijn schoondochter te worden. Ondertussen gaat het slecht met de zaken en staken al de werknemers van de staalfabriek. Paul probeert hier gebruik van te maken door zijn vader ervan te overtuigen Jim te ontslaan. Toch trouwt Paul uiteindelijk met Louise en krijgt met haar een zoon, die Paulie genoemd wordt.
Het huwelijk kent al snel conflicten die enkel erger worden als Mary opnieuw intrekt bij de familie Scott. Mary wil namelijk haar tijd doorbrengen met mevrouw Scott, die op sterven ligt. Mevrouw Scott vertrouwt haar toe dat ze een vijfde deel van het vermogen van de familie zal ontvangen na haar dood. Als dit na de dood van mevrouw Scott bekend wordt gemaakt, is Louise razend. Op dat moment verlaat Paul zijn vrouw en herenigt hij zich met Mary.

## Rolverdeling
| Acteur            | Personage         |
| ----------------- | ----------------- |
| Greer Garson      | Mary Rafferty     |
| Gregory Peck      | Paul Scott        |
| Donald Crisp      | William Scott     |
| Lionel Barrymore  | Pat Rafferty      |
| Preston Foster    | Jim Brennan       |
| Marsha Hunt       | Constance Scott   |
| Gladys Cooper     | Clarissa Scott    |
| Reginald Owen     | McCready          |
| Dan Duryea        | William Scott jr. |
| Jessica Tandy     | Louise Kane       |
| Barbara Everest   | Delia             |
| Marshall Thompson | Ted Scott         |
| Geraldine Wall    | Kate Shannon      |
| Evelyn Dockson    | Mevrouw Callahan  |
| John Warburton    | Giles             |

## Prijzen en nominaties
| Jaar | Prijs  | Categorie     | Genomineerde(n)  | Uitslag     |
| ---- | ------ | ------------- | ---------------- | ----------- |
| 1945 | Oscars | Beste Actrice | Greer Garson     | Genomineerd |
| 1945 | Oscars | Beste Muziek  | Herbert Stothart | Genomineerd |